# Vernon Kellogg
Vernon Lyman Kellogg (1 de diciembre de 1867 en Emporia, Kansas – 8 de agosto de 1937 en Hartford, Connecticut) fue un entomólogo estadounidense, biólogo evolucionista, y administrador de ciencias. Su padre fue Lyman Beecher Kellogg, primer presidente de la Escuela Normal del Estado de Kansas (ahora conocida como la Universidad del Estado de Emporia), y exprocurador general de Kansas. En 1908, Kellogg contrajo matrimonio con Charlotte Hoffman quien más tarde dio a luz a su único hijo, Jean Kellogg Dickie, en 1910.